# Tatort: Berliner Bärchen
Berliner Bärchen ist ein Fernsehfilm aus der Kriminalreihe Tatort der ARD und des ORF. Der Film wurde vom SFB produziert und am 25. März 2001 erstmals ausgestrahlt. Es handelt sich um den ersten Fall des Ermittler-Duos Ritter und Stark, nachdem Dominic Raacke zuvor bereits sechs Fälle mit Stefan Jürgens als Hellmann und Ritter gelöst hatte, und um die 466. Tatort-Folge. Ritter und Stark müssen eine Einbruchserie bei Berliner Kunstsammlern und den Mord an einem Kunstsammler klären und geraten dabei ins Milieu der illegalen polnischen Einwanderer in Berlin.

## Handlung
Hauptkommissar Till Ritter freut sich auf den Urlaub mit seiner Freundin auf Kuba; vor dem Präsidium gerät er mit einem Unbekannten wegen eines Parkplatzes aneinander. In der Grunewalder Villa des Kunstsammlers Jürgen Gawehn arbeitet der polnische Handwerker Dariusz schwarz, als es an der Tür klingelt. Zwei Männer geben sich als Beamte der Ausländerbehörde aus und fordern Dariusz auf, die Villa und Deutschland zu verlassen. Als er seine Sachen packt, kommt Gawehn überraschend nach Hause. Als er erkennt, dass die angeblichen Dienstausweise gefälscht sind, zieht er eine Waffe, doch kann einer der beiden Gangster ihn erschießen. Dariusz wird beim Versuch, Gawehn zu Hilfe zu kommen, verletzt, kann sich aber in Sicherheit bringen. Till Ritter erfährt unterdessen nicht nur, dass sein alter Partner Robert Hellmann Sicherheitschef an der Frankfurter Börse wurde, sondern auch, dass der unbekannte Kontrahent vom Parkplatz Felix Stark, sein neuer Partner, ist. Als die Leiche von Gawehn aufgefunden wird, lehnt Wiegand Ritters Urlaubsantrag ab und schickt die beiden neuen Partner zu Gawehns Villa. Schnell können Ritter und Stark anhand der Spuren feststellen, dass ein Handwerker Zeuge des Mordes geworden sein muss und offenbar fliehen konnte. In der Villa fällt den Kommissaren ein wertvolles Bild von Franz Marc auf, der Mitglied der Künstlergruppe „Blauer Reiter“ war. Weber erfährt unterdessen von der Nachbarin, dass Gawehn früher von einer Reise zurückgekehrt ist und die Mörder überrascht haben muss. Der Handwerker Dariusz war ein Bekannter von Gawehns polnischer Putzfrau; Dariusz wird zur Fahndung ausgeschrieben.
Marco Köhler, der Gawehn erschossen hat, tröstet seinen stummen Komplizen und Bruder Siggi, der über die Eskalation schockiert scheint. Offensichtlich stehen die beiden Einbrecher unter Erfolgsdruck, einen lukrativen Einbruch zu erzielen. Dariusz sucht schwer verletzt seine Verlobte und Landsfrau, die Krankenschwester Theresa, auf, die in Berlin in einem Kiosk arbeitet; sie versorgt ihn notdürftig. Stark kann unterdessen herausfinden, dass die Tatwaffe bei einem anderen Einbruch in eine Dahlemer Villa Monate zuvor benutzt wurde; auch dort arbeitete illegal eine polnische Putzfrau. Die Köhler-Brüder suchen Theresa auf, sie wissen, dass sie die illegale polnische Gemeinde medizinisch versorgt und fragen sie nach Dariusz. Sie kann ihn verstecken und den Gangstern weismachen, dass er bereits geflohen sei; anschließend versteckt sie Dariusz an einem anderen Ort und lässt ihn ärztlich versorgen. Am nächsten Morgen kommt Ritter, der Kunde in Theresas Kiosk ist und sich als Lottogewinner fühlt, in ihren Kiosk, um seinen Gewinnschein abzuholen. Er und Stark finden Theresa aufgelöst vor. Sie behauptet, in ihren Kiosk sei eingebrochen worden, doch verwickelt sie sich in Widersprüche. Stark glaubt, Theresa wolle den Lottogewinn unterschlagen; er nimmt heimlich eine blutige Binde aus dem Mülleimer des Kiosks mit und gibt sie in die KTU. Die Untersuchung ergibt, dass die Blutprobe mit der von Dariusz identisch ist. Ritter und Stark suchen Theresa auf; sie berichtet, den angeschossenen Dariusz verarztet zu haben; aus Angst behauptet sie jedoch, ihn nicht näher zu kennen und nichts über seinen Verbleib zu wissen. Später will sich Dariusz aufgrund seiner Schmerzen stellen und ins Krankenhaus gehen, doch Theresa, die überzeugt davon ist, dass die Beamten Dariusz für den Mörder halten, hält ihn davon ab, weil sie plant, sich mit Dariusz in die Heimat abzusetzen.
Dem ehemaligen Kunststudenten Stark fällt bei Durchsicht der Einbruchsakten der letzten Jahre auf, dass in den Berliner Villen, in denen illegal polnische Putzfrauen beschäftigt waren, stets Bilder aus der Epoche des Blauen Reiter gestohlen wurden, und vermutet eine Einbruchserie. Ritter und Stark suchen die Galerie Steinmüller auf, da der Inhaber Experte für Gemälde aus dieser Epoche ist. Er gibt an, kürzlich von einem polnischen Händler eine Fälschung gekauft zu haben. Er ist polnischer Herkunft und hat daher Geschäftskontakte dorthin und private Kontakte in die polnische Gemeinde in Berlin. Weber kann die Herkunft der in der Villa Gawehn verbauten Fliesen ausfindig machen und so die Adresse von Dariusz ermitteln. Ritter und Stark suchen sie auf und stellen fest, dass die Wohnung aufgebrochen und durchsucht wurde. Dort finden sie einen Hinweis auf Kontakte von Dariusz zur Tomasz-Kirche, in der auch Jakob Steinmüller engagiert ist. Steinmüller stellt Ritter daraufhin den Priester der Kirche, Emil Sowa, vor. Ritter macht Sowa klar, dass Dariusz Zeuge am Mord von Gawehn ist und sie ihn dringend finden müssen, er schwebe zudem in Lebensgefahr. Doch Sowa kann den Beamten nicht weiterhelfen. Die Köhler-Brüder sind über die Ermittlungsschritte der Polizei gut informiert. Der stumme Siggi sucht am Abend Theresa auf, zu der er ein freundschaftliches Verhältnis unterhält. Von ihm erfährt sie zufällig, dass Steinmüller der Auftraggeber von ihm und seinem Bruder ist. Kurz darauf taucht sein Bruder Marco auf und droht ihr, weil er sie für eine Informantin der Polizei hält.
Theresa sucht auf Geheiß von Marco Köhler Ritter auf. Sie fragt ihn, ob Dariusz jemanden umgebracht habe, und verschweigt Ritter weiterhin, dass sie Dariusz‘ Verlobte ist, steckt ihm aber heimlich eine Nachricht zu, bevor sie geht. Weiterhin behauptet sie, Dariusz sei bereits wieder nach Polen zurückgekehrt. Als sie zurück bei Marco ist, macht der ihr klar, dass seine Hintermänner in Polen Theresas Familie in ihrer Gewalt hätten und sie jederzeit töten könnten, wenn Theresa mit der Polizei kooperiere. Theresa beichtet noch am selben Abend dem Priester Sowa, dass sie erzwungenermaßen den Gangstern Hinweise auf lohnende Einbruchziele geliefert und die Einbrüche begünstigt hätte.  Der Drahtzieher befinde sich in seinem Umfeld. Am nächsten Morgen findet Ritter Theresas Nachricht, er solle Sowa aufsuchen. Der gibt Ritter und Stark, an sein Beichtgeheimnis gebunden, einen versteckten, aber offensichtlichen Hinweis auf Steinmüller, indem er den „Blauen Reiter“ erwähnt. Sowa geht danach mit dem Bild von Franz Marc aus Gawehns Villa zu Steinmüller und erzählt ihm, dass es über Nacht vor der Tür der Sakristei abgestellt worden sei. Steinmüller erzählt Sowa, es handele sich um eine Kopie, nimmt Sowa das angeblich nicht sehr wertvolle Bild aber gegen eine „großzügige“ Spende an die Gemeinde ab. Als Sowa gegangen ist, ruft Steinmüller Marco Köhler an und erzählt ihm, dass er nunmehr das Bild aus der Gawehn-Villa habe. Dariusz müsse es gestohlen und vor der Kirche abgelegt haben. Er schickt die Brüder los, Dariusz zu suchen und zu töten. Vor seiner Galerie wird Steinmüller von Ritter und Stark, die den Anruf mittels ISDN aufgezeichnet hatten, festgenommen.
Sowa erzählt den Beamten dann auch, dass Theresa als Lockvogel für Steinmüller fungieren musste und mit Dariusz verlobt ist. Die Beamten fahren mit Sowa zu Theresa. Er will zunächst mit ihr alleine reden, die Beamten sollen nachkommen. Allerdings wird Sowa in Theresas Wohnung von Marco Köhler als Geisel genommen. Sowa soll ihn zu Theresa und Dariusz führen. Theresa hält Dariusz auf einem Binnenschiff versteckt, das die beiden zurück in die Heimat bringen soll. Sowa muss die Köhlers zum Kanal bringen, auf dem sie das Schiff, das bereits abgelegt hat, abpassen wollen. Siggi Köhler verhindert, dass sein Bruder Sowa tötet; Marco schlägt Sowa lediglich bewusstlos. Während die Köhlers aufs Schiff springen können, befreien Polizisten Sowa. Marco Köhler bedroht an Bord die Crew und Theresa. Die versucht, Köhler mit Ritters Lottoschein, den sie inzwischen wiedergefunden hat, zu bestechen. Doch Köhler wirft ihn, vor den Augen des entsetzten Ritter, der die Szene vom Ufer aus verfolgt, in den Havelkanal. Marco sucht an Bord nach Dariusz, um ihn zu töten. Ritter und Stark lassen sich von einer Brücke auf das Boot fallen. Als Marco droht, Theresa zu erschießen, lassen Ritter und Stark ihre Waffen fallen. Theresa will sich losreißen. Marco schießt sie nieder und wird darauf von seinem Bruder Siggi, der in Theresa verliebt ist, erschossen. Wiegand erzählt Ritter und Stark, dass Steinmüller geständig ist und daher der gesamte Einbrecher- und Hehlerring festgenommen werden konnte.

## Produktion
Der Tatort Berliner Bärchen ist eine Produktion im Auftrag des SFB für Das Erste. Der Film wurde in Berlin gedreht. Bei seiner Erstausstrahlung am 25. März 2001 hatte Berliner Bärchen 7,40 Millionen Zuschauer, was einem Marktanteil von 21,00 % entspricht.

## Kritik
TV Spielfilm beurteilte den Film positiv und kommentiert „Nicht bärenstark, aber bärchenstark“.